# Wendl-Dietrich-Straße 9 (München)

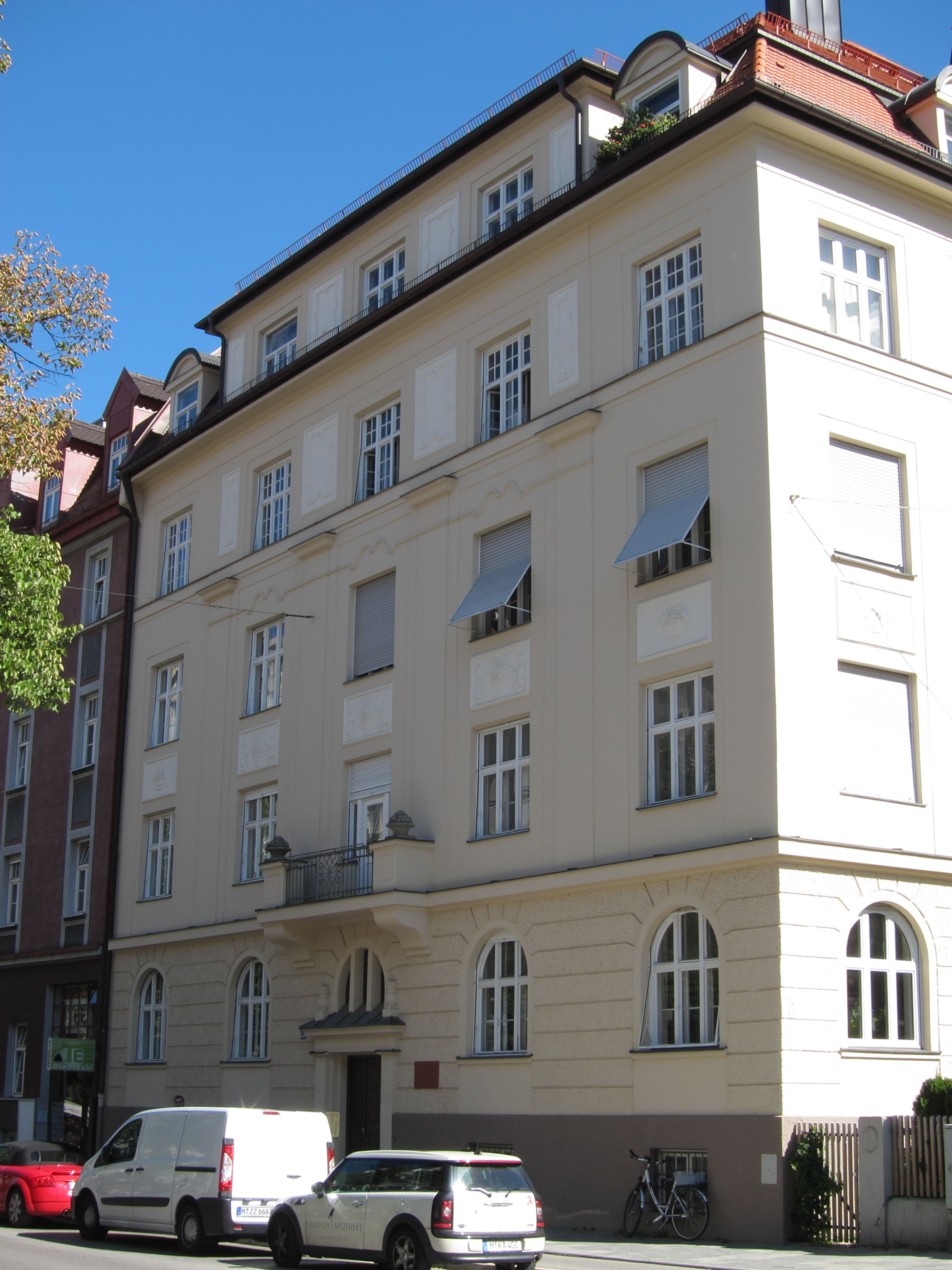
Haus Wendl-Dietrich-Straße 9 in München-Neuhausen

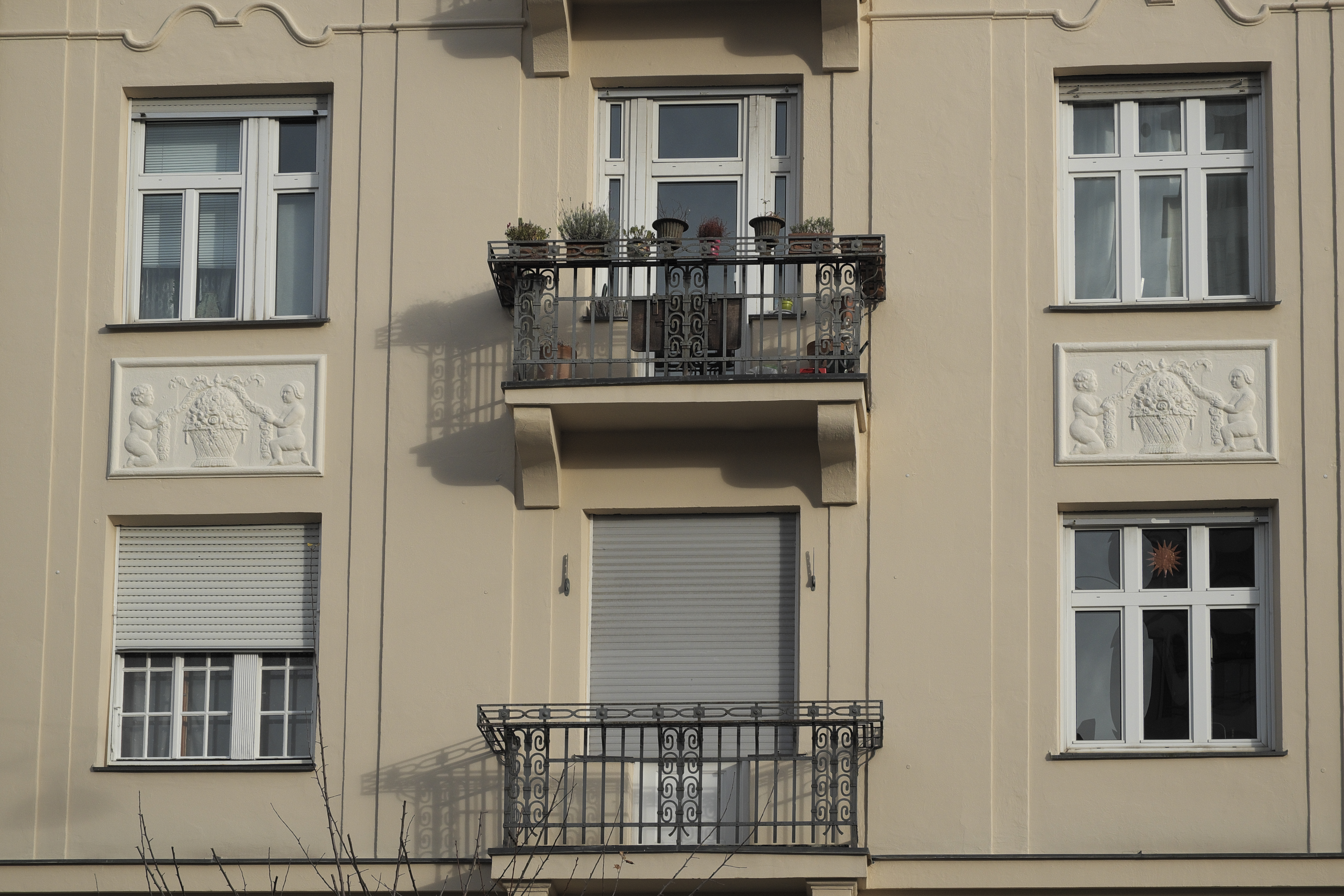
Fassadenschmuck

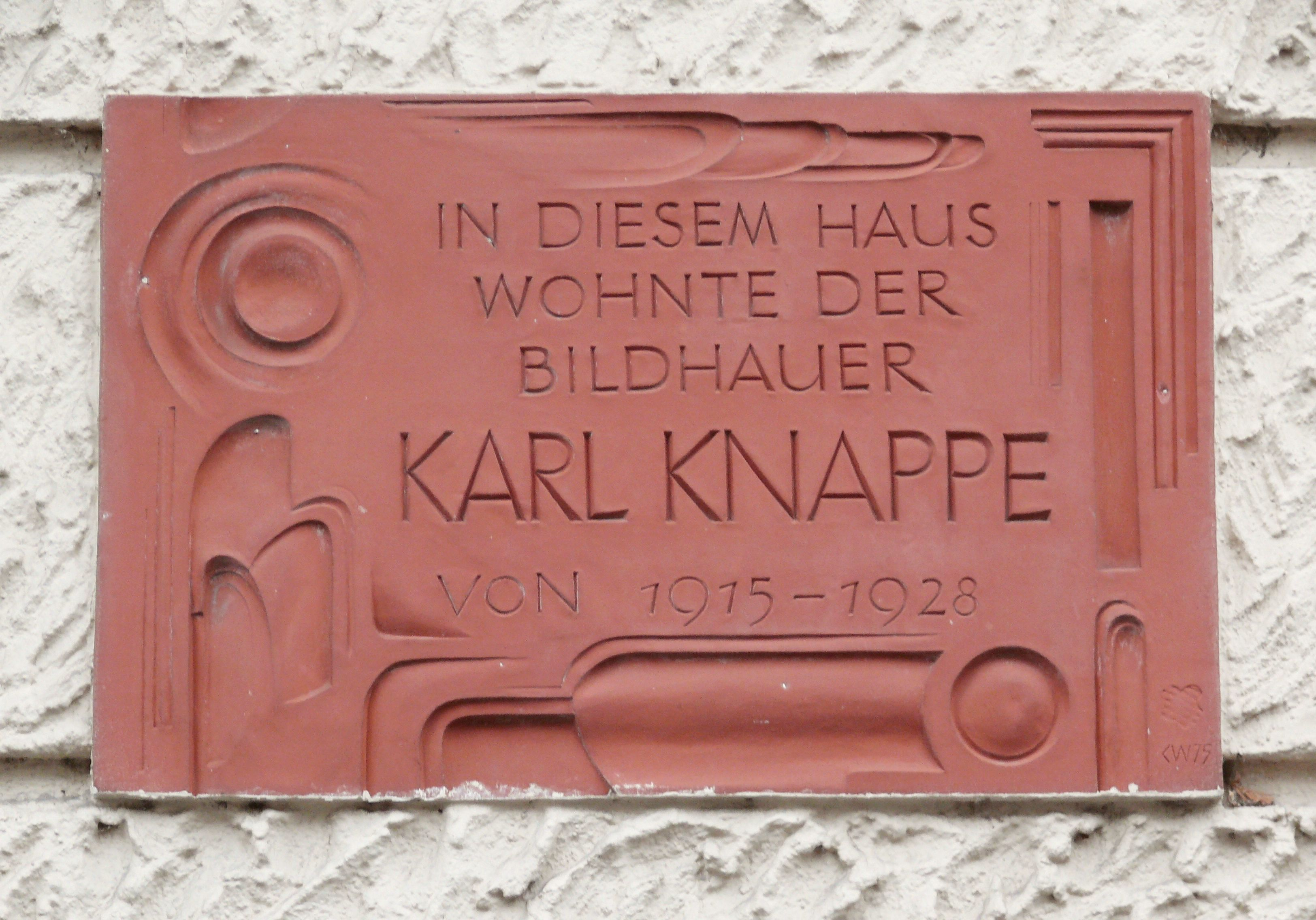
Gedenktafel für Karl Knappe

Das Haus Wendl-Dietrich-Straße 9 ist ein denkmalgeschütztes Mietshaus im Münchner Stadtteil Neuhausen.
Der viergeschossige Eckbau im Stil des Neubarock wurde um 1910 errichtet. Das Haus ist reich mit Reliefs geschmückt.
Von 1915 bis 1928 wohnte der Bildhauer Karl Knappe (1884–1970) in dem Haus. An ihn erinnert eine „(19)75“ datierte Gedenktafel, deren Gestaltung an Knappes eigene Ziegelschnittreliefs am Ledigenheim München angelehnt ist.